# Béatrice ou la Servante folle
 (juillet 2025).
Pour plus de détails, voir Fiche technique et Distribution.

Béatrice ou la Servante folle est un court-métrage français écrit, produit et réalisé en 1957 par Dominique Delouche, sorti en 1959.

## Synopsis
Une nonne est tentée dans sa cellule par la voix d'un homme qui l'invite à la rejoindre. Elle se sauve de son couvent mais personne ne s'aperçoit de sa défection car la Sainte Vierge, sous son apparence, a pris sa place, jusqu'à son retour dix ans plus tard (résumé par Dominique Delouche).

## Fiche technique
- Titre : Béatrice ou la Servante folle
- Scénariste, producteur et réalisateur  : Dominique Delouche, Paolo Nuzzi, d'après une légende cistercienne
- Société de production : Les Films du Prieuré
- Image : Sergio Strizzi
- Montage : Jeanne Marie Favier
- Langue : français
- Laboratoire : CTM (Gennevilliers)
- Visa d'exploitation en France N° 21670 délivré le 30 décembre 1958
- Pays :  France
- Genre : Drame
- Format : Noir et blanc - Négatif : 16mm  - Positif: 35 mm  - Son : Mono
- Durée : 21 minutes
- Dates de sortie : 1959 / reprise en 1963 dans le programme "Intégrale Dominique Delouche"

## Distribution
- Valentina Cortese : Béatrice
- Valeria Ciangottini : la Vierge

### Autour du film
- Premier film de Dominique Delouche, auparavant et pour encore un film assistant de Federico Fellini
- Tournage : dans un village du Latium, à 50 km au Nord de Rome